# Kevi
Kevi (en serbe cyrillique : Кеви ; en hongrois : Kevi) est un village de Serbie situé dans la province autonome de Voïvodine. Il fait partie de la municipalité de Senta dans le district du Banat septentrional. Au recensement de 2011, il comptait 722 habitants.

## Démographie

### Évolution historique de la population
| 1948  | 1953  | 1961  | 1971  | 1981  | 1991  | 2002 | 2011 |
| ----- | ----- | ----- | ----- | ----- | ----- | ---- | ---- |
| 1 840 | 1 697 | 1 438 | 1 447 | 1 414 | 1 055 | 887  | 722  |

|  |